# Return to Myself
Return to Myself (titolo completo Return to Myself 〜しない、しない、ナツ。) è il secondo EP del gruppo musicale power metal giapponese Cyntia. È stato pubblicato nel 2013 dalla casa discografica Victor Entertainment. L'EP è composto da sei brani dei quali gli ultimi tre sono le versioni strumentali dei primi tre.

## Tracce
1. Return to Myself 〜しない、しない、ナツ。 - 04.18
2. キラキラ☆シャングリラ  - 04.32
3. Day Dream - 04.42
4. Return to Myself 〜しない、しない、ナツ。 (instrumental) - 04:18
5. キラキラ☆シャングリラ (instrumental) - 04.32
6. Day Dream (instrumental) - 04.39